# Puccinia willemetiae
Puccinia willemetiae är en svampart som beskrevs av Bubák 1902. Puccinia willemetiae ingår i släktet Puccinia och familjen Pucciniaceae.   Inga underarter finns listade i Catalogue of Life.